# Lestes trichonus
Lestes trichonus är en trollsländeart som beskrevs av Belle 1997. Lestes trichonus ingår i släktet Lestes och familjen glansflicksländor. Inga underarter finns listade i Catalogue of Life.